# Rotgans
De rotgans (Branta bernicla) is een vogel uit de familie van de eendachtigen (Anatidae). De wetenschappelijke naam van de soort werd in 1758 als Anas bernicla gepubliceerd door Carl Linnaeus. Hij nam de naam 'bernicla' over van diverse eerdere auteurs (o.m. Conrad Gesner, Ulisse Aldrovandi, John Jonston, Francis Willughby, Michael Bernhard Valentini en John Ray), die de naam als geslachtsnaam gebruikten.
De rotgans heeft een karakteristieke, ver klinkende roep rrot-rrot. In de wintermaanden is een van de drie ondersoorten, B. b. bernicla, aan de kusten van de Noordzee aan te treffen.

## Veldkenmerken
De rotgans is een kleine gans, ongeveer 60 centimeter lang met een korte, stompe bek. De onderkant van de staart is puur wit en de bovenkant is zwart en erg kort (het kortst van alle ganzen). Hij heeft ook een witte vlek in de hals.

## Verspreiding en ondersoorten
Er worden drie ondersoorten onderscheiden met onderling verschillende broedgebieden:
- B. b. bernicla (rotganzen met een donkere buik)
- B. b. hrota (rotganzen met een bleke buik)
- B. b. nigricans (zwart en grijze rotganzen)

B. b. bernicla (de Zwartbuikrotgans) broedt in het noordwesten van Europees Rusland en  West-Siberië en overwintert in West-Europa, waarbij de ene helft in Engeland neerstrijkt en de andere helft in het gebied tussen het noorden van Duitsland en het westen van Frankrijk.
B. b. hrota (de witbuikrotgans) broedt in Noordoost-Canada, Groenland en Spitsbergen en overwintert in Denemarken, Noordoost-Engeland, Ierland, Frankrijk (Manche) en de Atlantische kust van de Verenigde Staten.
B. b. nigricans (de zwarte rotgans) broedt in Noordoost-Siberië, Alaska en Noordwest-Canada en overwintert in Japan, Korea, en aan de westkust van de Verenigde Staten.

## Status
De rotgans heeft een enorm groot verspreidingsgebied en daardoor is de kwetsbaarheid voor uitsterven gering. De grootte van de populatie wordt geschat op 560.000 individuen. Er is geen aanleiding te veronderstellen dat de soort in aantal achteruit gaat. Om deze redenen staat de rotgans als niet bedreigd op de Rode Lijst van de IUCN.

## Afbeeldingen

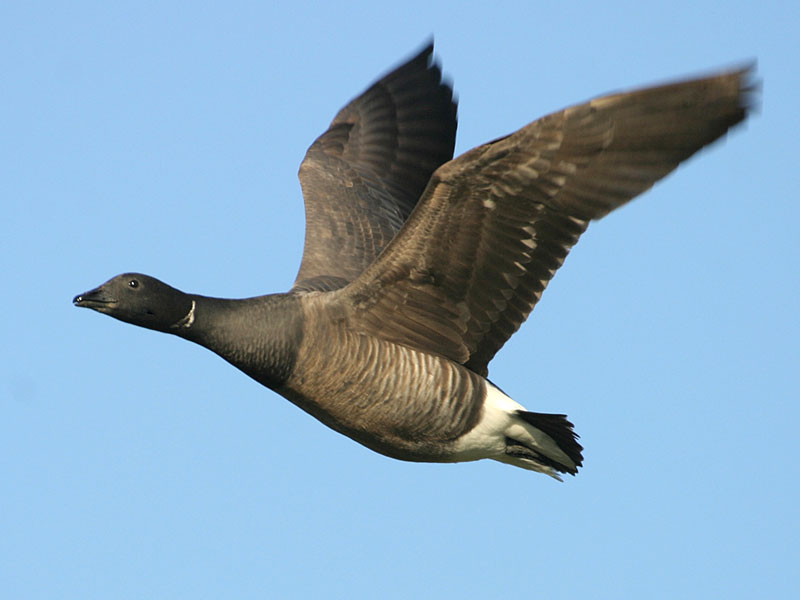
In vlucht
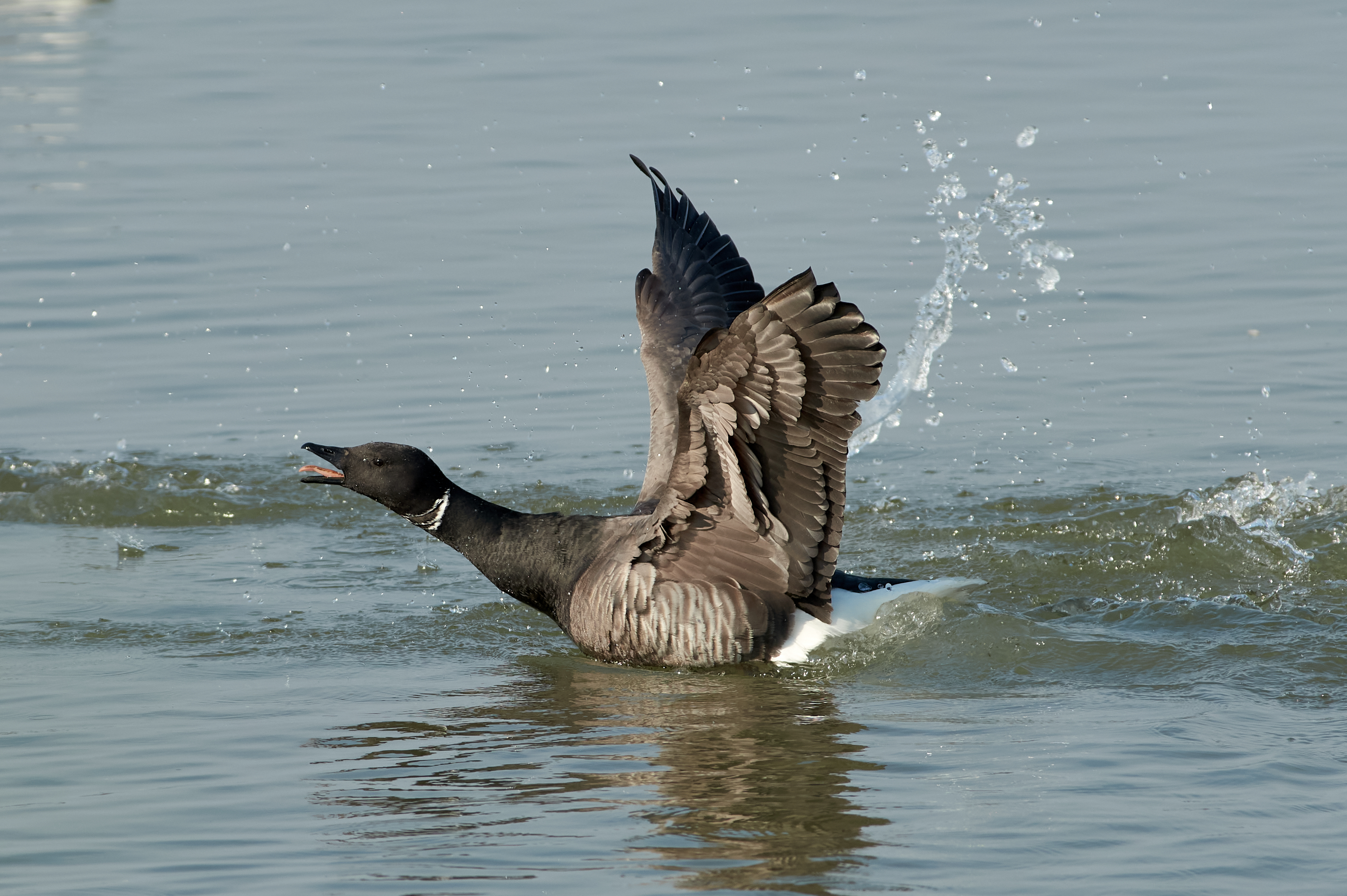
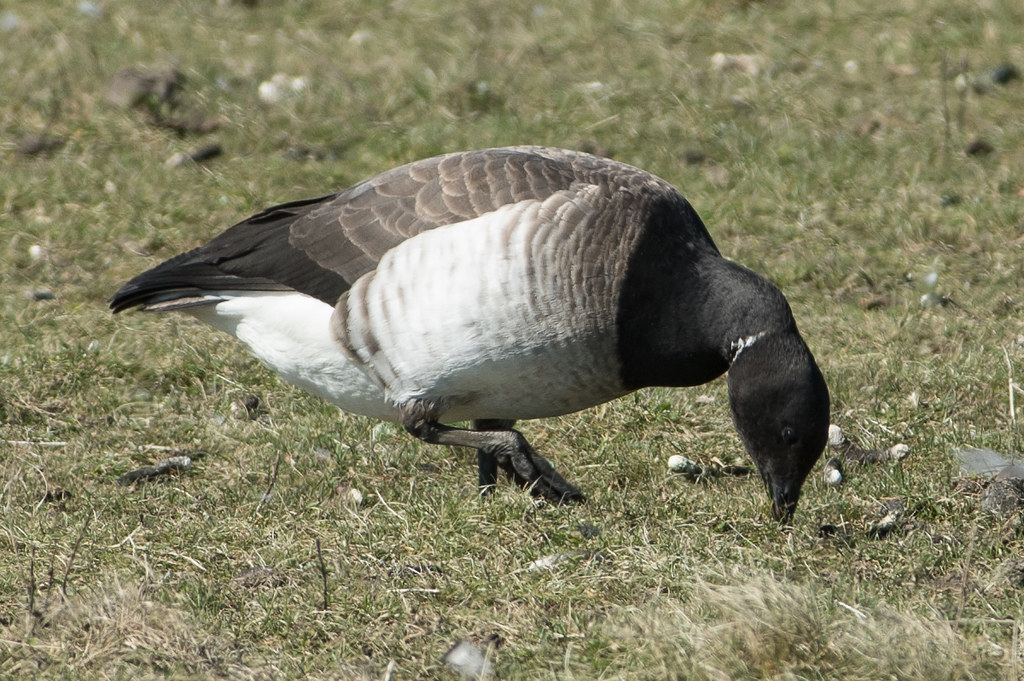
Witbuikrotgans
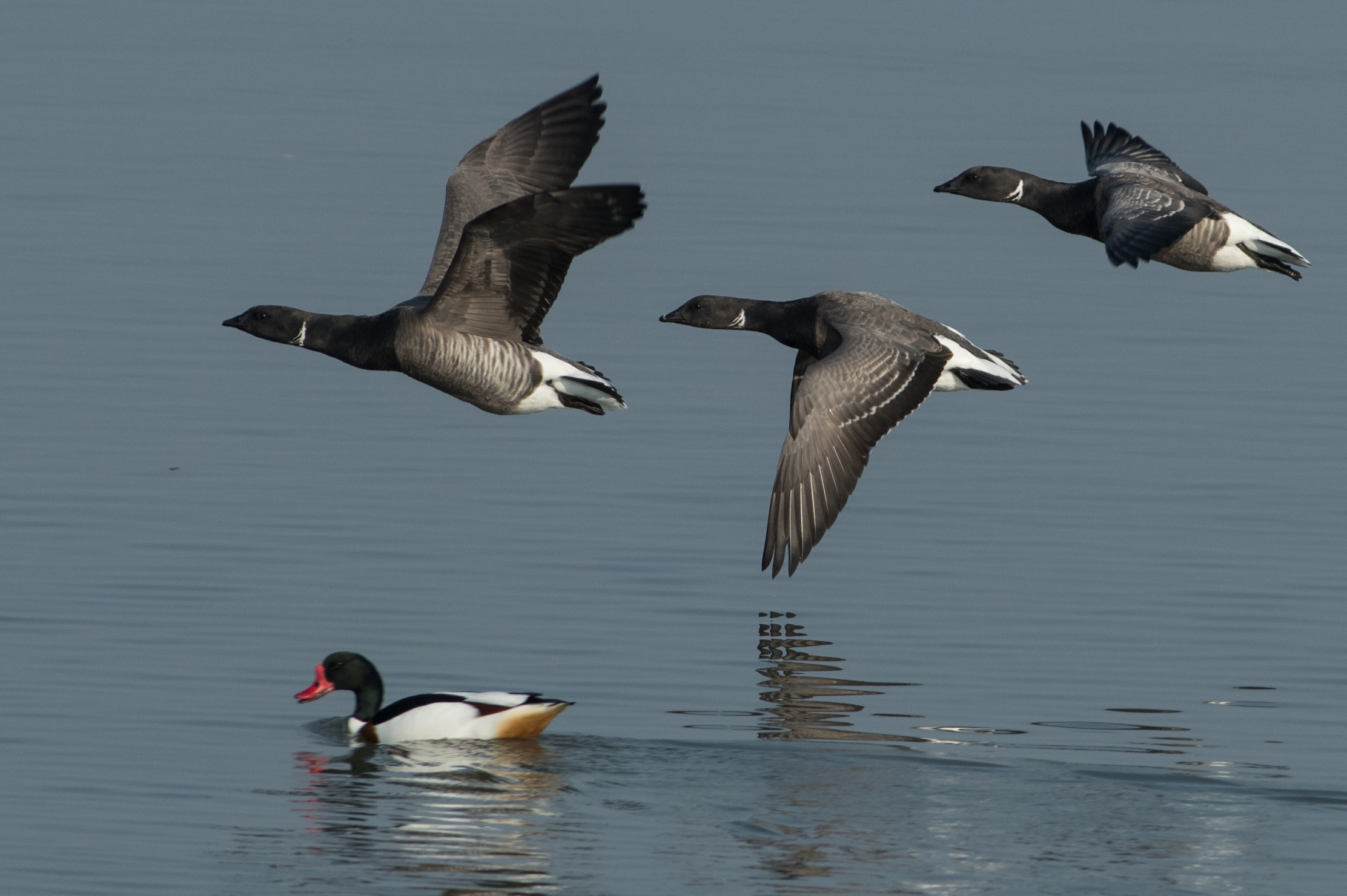
Rotganzen en bergeend

## Filmpjes
- Rotganzen op het strand
- Foeragerende witbuikrotgans
- Foeragerende zwarte rotgans
- Vliegende rotganzen